# Homaloxestis
Homaloxestis är ett släkte av fjärilar. Homaloxestis ingår i familjen Lecithoceridae.

## Dottertaxa tillHomaloxestis, i alfabetisk ordning[1]
- Homaloxestis aganacma
- Homaloxestis alopecopa
- Homaloxestis antibathra
- Homaloxestis briantiella
- Homaloxestis ceroxesta
- Homaloxestis cholopis
- Homaloxestis cicatrix
- Homaloxestis corythota
- Homaloxestis cribanota
- Homaloxestis croceata
- Homaloxestis eccentropa
- Homaloxestis endocoma
- Homaloxestis hades
- Homaloxestis hemigastra
- Homaloxestis hesperis
- Homaloxestis hilaris
- Homaloxestis horochlora
- Homaloxestis horridens
- Homaloxestis liciata
- Homaloxestis liochlaena
- Homaloxestis lochitis
- Homaloxestis lophophora
- Homaloxestis mucroraphis
- Homaloxestis myeloxesta
- Homaloxestis ochrosceles
- Homaloxestis orthochlora
- Homaloxestis pancrocopa
- Homaloxestis perichlora
- Homaloxestis plocamandra
- Homaloxestis queribunda
- Homaloxestis subpallida
- Homaloxestis surrepta
- Homaloxestis tenuipalpella
- Homaloxestis turbinata
- Homaloxestis xanthocharis
- Homaloxestis xylotripta